# العلاقات الأمريكية الكولومبية
العلاقات الأمريكية الكولومبية هي العلاقات الثنائية التي تجمع بين جمهورية كولومبيا والولايات المتحدة الأمريكية، تطورت العلاقات بين الدولتين من العلاقات الودية المتبادلة خلال معظم القرن التاسع عشر وأوائل القرن العشرين إلى علاقة شراكة حديثة تربط حكومتي البلدين بالعديد من القضايا الرئيسية؛ وتشمل محاربة الشيوعية، والحرب على المخدرات، وخطر الإرهاب بسبب هجمات 11 سبتمبر في عام 2001. دخلت حكومات أمريكية مختلفة وممثليها خلال الخمسين عامًا الماضية في الشؤون الكولومبية؛ وذلك من خلال تنفيذ السياسات المعنية بالقضايا التي ذُكِرت مسبقًا.
خلال الخمسين عامًا التي سبقت عام 2005، انخرطت حكومات أمريكية مختلفة وممثلوها في الشؤون الكولومبية من خلال تنفيذ سياسات معنية بعدد من هذه القضايا. زعم بعض منتقدي السياسات الأمريكية في كولومبيا، مثل أستاذ القانون جون باري، في عام 2002 أن التأثيرات الأمريكية حفزت الصراعات الداخلية ووسعت بشكل كبير نطاق وطبيعة انتهاكات حقوق الإنسان في كولومبيا. دافع المؤيدون، مثل وكيل وزارة الخارجية مارك غروسمان، في عام 2002 عن فكرة أن الولايات المتحدة عززت احترام حقوق الإنسان وسيادة القانون في كولومبيا؛ بالإضافة إلى ذلك، أضافت إلى مكافحة المخدرات والإرهاب. ويزعم بعض منتقدي السياسات الأمريكية الحالية في كولومبيا، مثل أستاذ القانون جون باري، أن التأثيرات الأمريكية حفزت الصراعات الداخلية، ووسعت نطاق وطبيعة انتهاكات حقوق الإنسان في كولومبيا. يدافع المؤيدون، مثل وكيل وزارة الخارجية مارك غروسمان، عن فكرة تعزيز الولايات المتحدة احترام حقوق الإنسان وسيادة القانون في كولومبيا بالإضافة إلى مكافحة المخدرات والإرهاب.
كانت كولومبيا، العضو الموقِّع في اتفاقية ريو ونظام التعاون بين القوات الجوية الأمريكية، بالإضافة إلى مشاركتها المنتظمة في مناورات ريمباك، الدولة الأمريكية الجنوبية الوحيدة التي دعمت حرب العراق التي قادتها الولايات المتحدة في عام 2003. أدانت الحكومة الكولومبية بشدة التجارب النووية لكوريا الشمالية في عام 2006 و2009 و2013؛ وقررت إرسال جنود إلى أفغانستان لمساعدة قوات المساعدة الدولية في إرساء الأمن في أفغانستان خلال صراعهم المستمر مع طالبان؛ وانضمت إلى الغرب وحلفائه في الاعتراف بكوسوفو وفي التصويت لصالح قرار مجلس الأمن التابع للأمم المتحدة رقم 1973 الذي دعم التدخل العسكري الأجنبي رسميًا في الحرب الأهلية الليبية. هنأ الرئيس الكولومبي خوان مانويل سانتوس الرئيس أوباما عند وفاة أسامة بن لادن؛ وأشار في بيان صحفي إلى أن الغارة «تثبت مرة أخرى سقوط الإرهابيين دائمًا عاجلًا أم آجلًا، وأن هناك طريقة واحدة فقط للفوز في المعركة العالمية ضد الإرهاب، وهي المثابرة ثم المثابرة ثم المثابرة».
أعربت كولومبيا في عام 2013 عن تطلعاتها في النهاية للانضمام إلى حلف الناتو العسكري بقيادة الولايات المتحدة. قال الرئيس خوان مانويل سانتوس: «سيوقع الناتو في يونيو اتفاقية مع الحكومة الكولومبية، مع وزارة الدفاع، لبدء عملية التقارب والتعاون، وذلك مع التركيز على الانضمام إلى تلك المنظمة أيضًا». قالت مساعدة وزيرة الخارجية الأمريكية روبرتا جاكوبسون في الإشارة إلى ذلك: «هدفنا بالتأكيد هو دعم كولومبيا باعتبارها عضوًا قويًا وقادرًا في العديد من المنظمات الدولية المختلفة، ويمكن لذلك أن يشمل الناتو».
يوافق 47% من الكولومبيين على القيادة الأمريكية وفقًا لتقرير القيادة العالمية للولايات المتحدة لعام 2012، وذلك مع رفض 23% وعدم تأكيد 29%، وهو سادس أعلى تصنيف للولايات المتحدة في أي دولة من الأمريكتين جرى فيها هكذا استطلاع. فضّل 78% من الكولومبيين الرئيس أوباما في استطلاع عام 2015.

## لمحة تاريخية

### أوائل القرن العشرين
تفاوضت الولايات المتحدة وكولومبيا على معاهدة جديدة في عام 1903. توقع ممثل الشركة المالكة للسكك الحديدية وهدد بشكل علني بانفصال بنما في حال رفض مجلس الشيوخ الكولومبي المعاهدة. رفض مجلس الشيوخ الكولومبي التصديق على معاهدة هاي هيران في عام 1903 على الرغم من التهديدات الأمريكية. شجعت الولايات المتحدة على انتفاضة البنميين المتمردين عبر التاريخ ثم استخدمت السفن الحربية الأمريكية لعرقلة أي تدخل من كولومبيا. تفاوض ممثل عن الحكومة البنمية الجديدة على معاهدة لصالح الولايات المتحدة لبناء وتشغيل قناة بنما.
تعرضت المصالح التجارية الأمريكية للتهديد في كولومبيا في عام 1928. بدأ عمال شركة الفاكهة المتحدة الأمريكية في مزارع الموز في كولومبيا إضرابًا في ديسمبر عام 1928؛ وطالب العمال بعقود مكتوبة، وثماني ساعات عمل في اليوم، وستة أيام في الأسبوع، وإلغاء قسائم الطعام.
أُحضِر فوج من الجيش البوغوتاوي بواسطة شركة الفاكهة المتحدة لإنهاء الإضراب. نصب الجنود الكولومبيون رشاشاتهم على أسطح المباني في زوايا الساحة الرئيسية، وأغلقوا الشوارع الفرعية. أمروا بعد تحذير دام خمس دقائق بإطلاق النار على حشد كثيف من عمال المزارع وعائلاتهم الذين تجمعوا بعد قداس الأحد. انتظروا خطابًا متوقعًا من حاكم تلك المنطقة حيث قُتل ما بين سبعة وأربعين إلى ألفي عامل في مذبحة سانتا مارتا.
بدأ عضو الكونغرس الكولومبي الشعبوي، خورخي إلييشير جايتان، في تعزيز سمعة وطنية، وخاصة بين الفقراء، وذلك بعد زيارة موقع مذبحة شركة الفاكهة المتحدة في الأسبوع نفسه. عاد جايتان إلى بوغوتا وجادل بحماس في الكونغرس لصالح العمال، وذلك بحجة عدم حماية الجيش مصالح كولومبيا ولكن مصالح الولايات المتحدة فقط.

### منتصف القرن العشرين
اُغتيل المرشح الرئاسي جايتان في بوغوتا خلال المؤتمر الذي أنشأ منظمة الدول الأمريكية في عام 1948. كان اغتيال جايتان بمثابة بداية حرب لا فيولنسيا، وهي حرب أهلية كولومبية استمرت حتى منتصف خمسينيات القرن العشرين وقتلت حوالي 300 ألف كولومبي. شكلت جماعات الفلاحين الليبراليين والشيوعيين المسلحين الطليقين مع الفلاحين النازحين، الذين فروا من العنف أو فقدوا أراضيهم، مقاطعات مستقلة صغيرة في الجنوب عند نهاية الصراع. قال المؤلف ستوكس، نقلًا عن جيني بيرس، إنه لم يكن لهذه المقاطعات «مشروع سياسي أوسع» بخلاف الزراعة والحماية الذاتية. رأت الحكومة الكولومبية، التي تعرضت لضغوط من أعضاء الكونغرس المحافظين الذين عرّفوا هذه المقاطعات على أنها «جمهوريات مستقلة» في هذا تهديدًا محتملًا. رأت حكومة الولايات المتحدة في هذه المقاطعات الفلاحية أيضًا خطرًا محتملًا على المصالح التجارية الأمريكية في كولومبيا.
بدأ برنامج مدعوم من وكالة المخابرات المركزية يسمى بلان لازو في مايو عام 1964، وذلك كجزء من تحالف الرئيس كينيدي من أجل التقدم. دربت الولايات المتحدة القوات العسكرية الكولومبية لغزو أكبر مقاطعات الفلاحين، استخدموا طائرة قاذفة لمادة نابالم من أجل تدمير التهديد. هرب العديد من سكان المقاطعات المسلحين، وشكل جزء من هذه المجموعة فارك (القوات المسلحة الثورية الكولومبية) بعد ذلك بعامين. أصبحت فارك أقدم وأكبر حركة حرب عصابات في نصف الكرة الغربي. يعتقد ستوكس وغيره من النقاد أن الحكومة الأمريكية ركزت على تدمير القوات المسلحة الثورية الكولومبية وحركات حرب العصابات اليسارية الأخرى؛ وتجاهلت ودعمت العناصر الأخرى المزعزعة للاستقرار في المجتمع الكولومبي.
في يناير 2025، نشأ نزاع بين كولومبيا والولايات المتحدة بعد أن رفض الرئيس الكولومبي غوستافو بيترو السماح لطائرتين عسكريتين أمريكيتين تحمل كل منهما حوالي 80 مواطنًا كولومبيًا مُرحلًا بالهبوط. ووفقًا لرويترز، قال مسؤول أمريكي إن الطائرات العسكرية لم تُستخدم لنقل المهاجرين خارج البلاد في الذاكرة الأخيرة، وذكرت وكالة أسوشيتد برس أن كولومبيا "قبلت 475 رحلة ترحيل من الولايات المتحدة من 2020 إلى 2024" على متن طائرات مدنية. استشهد بيترو بالمعاملة المهينة للمُرحلين، قائلاً في منصة X إنه سيرحب برحلات الترحيل للطائرات المدنية؛ كما عرض استخدام طائرته الرئاسية. وردًا على رفض الإذن، تحرك الرئيس الأمريكي دونالد ترامب لفرض تعريفات جمركية طارئة بنسبة 25٪ - لتضاعف إلى 50٪ إذا لم يتراجع بيترو عن قراره في غضون أسبوع - على جميع الواردات الكولومبية؛ حظر السفر وإلغاء التأشيرات لمسؤولي الحكومة الكولومبية؛ وتعزيز عمليات التفتيش الجمركي وحماية الحدود لجميع الرعايا الكولومبيين والبضائع القادمة من كولومبيا. علقت السفارة الأمريكية في بوغوتا معالجة التأشيرات. ورد بيترو بفرض تعريفة جمركية بنسبة 25٪ على الواردات الأمريكية، مهددًا بزيادة بنسبة 50٪. وفقًا لشبكة CNN، كانت هذه هي الحالة الأولى التي "يستخدم فيها ترامب الضغط الاقتصادي لإجبار الدول الأخرى على الانصياع لخطط الترحيل الجماعي منذ توليه منصبه". بعد ساعات، صرحت السكرتيرة الصحفية للبيت الأبيض كارولين ليفيت أن حكومة كولومبيا وافقت على "قبول غير مقيد" للمهاجرين العائدين من الولايات المتحدة، وستقبل صراحةً العودة على متن طائرات عسكرية. سيتم "الاحتفاظ بأوامر التعريفة الجمركية احتياطيًا، ولن يتم التوقيع عليها"، بينما ستظل القيود الأخرى سارية "حتى تتم إعادة أول طائرة محملة بالمرحلين الكولومبيين بنجاح". وفقًا لشبكة إن بي سي، قال لويس جيلبرتو موريلو، وزير الخارجية الكولومبي، "في تصريحات أدلى بها باللغة الإسبانية أن البلاد "ستستمر في استقبال الكولومبيين المرحلين، وضمان ظروف كريمة لهم كمواطنين يتمتعون بالحقوق".

## تفسيرات دور الولايات المتحدة
يُعد معظم الأمريكيين بسيطين عندما يتعلق الأمر بدور الولايات المتحدة في التطور التاريخي لكولومبيا والعنف المستمر في البلاد وفقًا للكاتب روبن كيرك.
دُرِس تاريخ كولومبيا من منظور ما يُطلق عليهم اسم «علماء العنف»، وهو نوع جديد من علماء الاجتماع نشأ من أجل تحليل طبيعة وتطور العنف في البلاد. عزا كاميلو أزكارات العنف إلى ثلاثة أسباب رئيسية، وهم وجود دولة مركزية ضعيفة، والفقر، والنظام السياسي النخبوي الذي يستبعد الأقل ثراء في المجتمع».
يجادل دوغ ستوكس بسعي التدخلات السابقة والحالية للإدارات الأمريكية المتعاقبة في الشؤون الكولومبية في كثير من الأحيان إلى الحفاظ على قدر من الاستقرار في كولومبيا؛ وذلك من خلال الحفاظ على الوضع السياسي والاقتصادي الراهن الذي يُفهم على أنه موات لمصالح الولايات المتحدة حتى على حساب المساهمة في زيادة عدم استقرار غالبية السكان.
أظهرت دراسات أخرى حول تأثير المساعدات العسكرية الأمريكية على الأجندة المحلية الكولومبية نتائج مثيرة للجدل. زادت المساعدة العسكرية الأمريكية في الواقع من العنف الداخلي الكولومبي سوءًا من خلال تقديم مستوى أعلى من الهجمات شبه العسكرية بالإضافة إلى تقليل عمليات مكافحة المخدرات؛ وذلك بخلاف الاعتقاد النمطي القائل بأن المساعدات الخارجية من المفترض أن تعزز قدرة الدولة الضعيفة على الحكم أو تقلل من العنف. تشير الدلائل أيضًا إلى أن المساعدات الأمريكية لا تساعد في تقليل العنف المرتبط بإنتاج محاصيل المخدرات مثل الكوكا.

## مقارنة بين البلدين
هذه مقارنة عامة ومرجعية للدولتين:
| وجه المقارنة                                              | الولايات المتحدة                                                                                                  | كولومبيا        |
| --------------------------------------------------------- | --- | --------------- |
| المساحة (كم2)                                             | 9.83 مليون | 1.14 مليون      |
| عدد السكان (نسمة)                                         | 311.58 مليون | 49.07 مليون     |
| الكثافة السكانية (ن./كم²)                                 | 31.7 | 43.04           |
| العاصمة                                                   | واشنطن العاصمة | بوغوتا          |
| اللغة الرسمية                                             | لغة إنجليزية | اللغة الإسبانية |
| العملة                                                    | دولار أمريكي | بيزو كولومبي    |
| الناتج المحلي الإجمالي (بليون دولار)                      | 19.39 تريليون | 309.19 مليار    |
| الناتج المحلي الإجمالي (تعادل القوة الشرائية) بليون دولار | 18.04 تريليون | 724.96 مليار    |
| الناتج المحلي الإجمالي الاسمي للفرد دولار أمريكي          | 56.12 ألف | 7.60 ألف        |
| الناتج المحلي الإجمالي للفرد دولار أمريكي                 | 54.63 ألف | 13.36 ألف       |
| مؤشر التنمية البشرية                                      | 0.920 | 0.720           |
| رمز المكالمات الدولي                                      | +1 | +57             |
| رمز الإنترنت                                              | .us، حكومة، .mil، Edu.                                                                                            | .co             |
| المنطقة الزمنية                                           | توقيت ساموا الأمريكية، توقيت أطلنطي موحد، منطقة زمنية وسطى، توقيت ألاسكا ‏، المنطقة الزمنية الجبلية، توقيت تشامرو ‏ | 00              |

## مدن متوأمة
في ما يلي قائمة باتفاقيات التوأمة بين مدن أمريكية وكولومبية:
- ترتبط نيويورك مع كالي باتفاقية توأمة منذ 2003.[35][35][36][36]
- ترتبط براونزفيل مع بارانكيا باتفاقية توأمة.
- ترتبط سان خوان مع كارتاهينا باتفاقية توأمة.
- ترتبط شيكاغو مع بوغوتا باتفاقية توأمة منذ 2004.[37][37][37][37]
- ترتبط فورت لودرديل مع ميديلين باتفاقية توأمة منذ 1996.
- ترتبط أورلاندو مع كالي باتفاقية توأمة.[38]
- ترتبط فولسوم مع بيريرا باتفاقية توأمة.
- ترتبط تامبا مع بارانكيا باتفاقية توأمة منذ 1992.[39]
- ترتبط ميامي مع بوغوتا باتفاقية توأمة منذ 1 نوفمبر 1990.

## منظمات دولية مشتركة
يشترك البلدان في عضوية مجموعة من المنظمات الدولية، منها:
| علم المنظمة | اسم المنظمة                               | تاريخ انضمام الولايات المتحدة | تاريخ انضمام كولومبيا |
| ----------- | ----------------------------------------- | ----------------------------- | --------------------- |
|             | المنظمة الهيدروغرافية الدولية             | ?                             | ?                     |
|             | الفريق المعني برصد الأرض                  | ?                             | ?                     |
|             | منظمة حظر الأسلحة الكيميائية              | ?                             | ?                     |
|             | حلف شمال الأطلسي                          | 4 أبريل 1949                  | ?                     |
|             | الاتحاد الدولي للاتصالات                  | 1 يوليو 1908                  | 25 أغسطس 1914         |
|             | منظمة الشرطة الجنائية الدولية             | ?                             | ?                     |
|             | المركز الدولي لتسوية المنازعات الاستشارية | 14 أكتوبر 1966                | 14 أغسطس 1997         |
|             | وكالة ضمان الاستثمار متعدد الأطراف        | 12 أبريل 1988                 | 30 نوفمبر 1995        |
|             | منظمة التجارة العالمية                    | ?                             | ?                     |
|             | يونسكو                                    | 4 نوفمبر 1946                 | 31 أكتوبر 1947        |
|             | مؤسسة التنمية الدولية                     | 24 سبتمبر 1960                | 16 يونيو 1961         |
|             | الأمم المتحدة                             | 24 أكتوبر 1945                | 5 نوفمبر 1945         |
|             | الاتحاد البريدي العالمي                   | ?                             | ?                     |
|             | البنك الدولي للإنشاء والتعمير             | 27 ديسمبر 1945                | 24 ديسمبر 1946        |
|             | مؤسسة التمويل الدولية                     | 20 يوليو 1956                 | 20 يوليو 1956         |

## أعلام
هذه قائمة لبعض الشخصيات التي تربطها علاقات بالبلدين:
- أدريان لامو (صحفي وهاكر وعالم حاسوبيات أمريكي، 20 فبراير 1981 – 14 مارس 2018)
- أليخاندرو بيدويا (لاعب كرة قدم أمريكي، 29 أبريل 1987[50] – )
- أليكسا فيغا (27 أغسطس 1988[51][52][53] – )
- أندريس باسترانا أرانغو (17 أغسطس 1954 – )
- أوديت أنابل (ممثلة أمريكية، 10 مايو 1985 – )
- جايسي جونزاليس (ممثل كولومبي، الشاعر، المغني، الراقص، مقدم البرامج التلفزيونية، 8 مارس 1990 – )
- جورج هينكابي (دراج أمريكي، 29 يونيو 1973 – )
- جون ليجويزامو (22 يوليو 1964[54][55][56] – )
- خوليو سيزار تورباي أيالا (18 يونيو 1916[57][58][59] – 13 سبتمبر 2005[57][58][59])
- صوفيا فيرغارا (ممثلة مكسيكية، 10 يوليو 1972[60] – )
- صوفيا كارسون (10 أبريل 1993 – )
- فيرجيليو باركو فارغاس (17 سبتمبر 1921[61] – 20 مايو 1997[61])
- ليل بامب (17 أغسطس 2000 – )
- مويسيس أرياس (ممثل أمريكي، 18 أبريل 1994 – )
- يلمر فالديراما (30 يناير 1980 – )

## وصلات خارجية
- موقع وزارة الخارجية الأمريكية